# Frank Anthony Wilczek
Frank Anthony Wilczek [frênk ênθoni vílček], ameriški fizik, * 15. maj 1951, Mineola, New York, ZDA.
Wilczek je profesor fizike na Tehnološkem inštitutu Massachusettsa. Skupaj z Grossom in Politzerjem je leta 2004 prejel Nobelovo nagrado za fiziko za odkritje asimptotične svobode v teoriji močne jedrske sile.
Diplomiral je iz matematike leta 1970 na Univerzi v Chicagu. Magisterij iz matematike je končal leta 1972 na Univerzi Princeton. Tu je leta 1974 doktoriral iz fizike pod Grossovim mentorstvom.
1. 1 2  Encyclopædia Britannica
2. ↑  SNAC — 2010.
3. ↑  Record #131653369 // Gemeinsame Normdatei — 2012—2016.
4. ↑  http://www.theaustralian.com.au/arts/review/reviews-san-cisco-clocked-out-time-crystals-the-company-the-pigs/story-fn9n8gph-1227240282167
5. ↑  NNDB — 2002.